# Oxaenanus brontesalis
Oxaenanus brontesalis là một loài bướm đêm trong họ Noctuidae.